# Xyletinus pubescens
Xyletinus pubescens är en skalbaggsart som beskrevs av Leconte 1878. Xyletinus pubescens ingår i släktet Xyletinus och familjen trägnagare. Inga underarter finns listade i Catalogue of Life.